# Huset Dulo

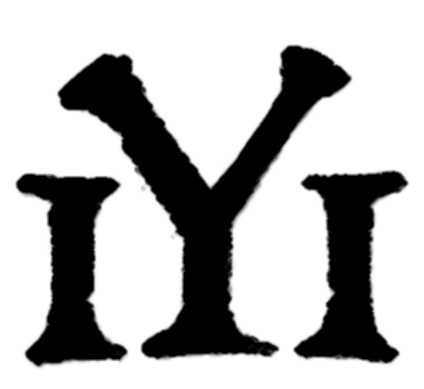
Huset Dulos sigill, Tamgha

Huset Dulo var ett kungahus i Bulgariens tidigaste historia, som regerade i omgångar från 600-talet till 997.
Khan Kubrat grundade staten Onogur av protobulgarer och avarer, och hans söner var även regenter, Batbajan och Asparuch, varav den sista grundade Bulgarien. En sentida legend är att Dulo härstammade från Attila.

## Regenter av huset Dulo
Första gången
- Kubrat (605–665) över Onogunduri
- Batbajan (665–668) över Onogunduri
- Asparuch (668–701) över Utiguri
- Tervel (701–721)
- Kormesij  (721–738)
- Sevar (738–753)

Andra gången
- Krum (803–814) av kutriguri
- delat regentskap mellan Omurtag (815–831), Dukum (814–815) och Dizewg (815)
- delat regentskap med Malamir (831–852), Presian (836–852)
- Boris I Mikael (852–889)
- Vladimir av Bulgarien (889–893)
- Simeon I av Bulgarien (893–May 27 927)
- Peter I av Bulgarien (927–969)
- Boris II av Bulgarien (969–972)
- Roman I av Bulgarien (972–997) (delat regentskap med Samuil av Bulgarien 976–997)